# Devils Corrie
Der Devils Corrie (englisch für Teufelskessel) ist großer und imposanter Bergkessel an der Südküste der Coronation-Insel im Archipel der Südlichen Orkneyinseln. Er liegt auf halbem Weg zwischen dem Olivine Point und dem Amphibolite Point.
Der Falklands Islands Dependencies Survey nahm zwischen 1948 und 1949 Vermessungen vor und benannte ihn.